# Портрет Карла Максимовича Герцдорфа
«Портрет Карла Максимовича Герцдорфа» — картина Джорджа Доу и его мастерской из Военной галереи Зимнего дворца.
Картина представляет собой погрудный портрет генерал-майора Карла Максимовича Герцдорфа из состава Военной галереи Зимнего дворца.
С начала Отечественной войны 1812 года генерал-майор барон Герцдорф находился при штабе 1-й Западной армии и был презусом полевого аудиториата (председателем военного суда), занимался организацией перемещения и обустройства военнопленных и сформировал из них в Орле отдельный Легион; умер в начале осени 1813 года.
Изображён в генеральском мундире, введённом для пехотных генералов 7 мая 1817 года — это ошибка художника, поскольку Герцдорф скончался ещё до введения этого мундира и должен был быть изображён в мундире образца 1808 года с двумя рядами пуговиц. Слева на груди звезда ордена Св. Анны 1-й степени; справа на груди крест ордена Св. Георгия 4-го класса, серебряная медаль участника Отечественной войны 1812 года и золотой крест за взятие Очакова . Подпись на раме: К. М. Герздорфъ, Генералъ Маiоръ.
7 августа 1820 года Герцдорф был включён в список «генералов, заслуживающих быть написанными в галерею» и 25 июля 1822 года император Александр I приказал написать его портрет. Гонорар Доу был выплачен 25 апреля и 27 ноября 1823 года. Готовый портрет был принят в Эрмитаж 7 сентября 1825 года. Поскольку Герцдорф скончался в 1813 году, то существовал портрет-прототип, на котором основывался Доу при написании галерейного портрета, этот прототип современным исследователям неизвестен.
В. К. Макаров счёл этот портрет совершенно лишённым сходства с типичными работами Доу. Хранитель британской живописи в Эрмитаже Е. П. Ренне поддержала его мнение.